# Uadi Muqaddam
El Uadi Muqaddam es un uadi que fluye 320 km desde la zona de Omdurman hacia el
Nilo cerca de Korti limitando el Desierto de Bayuda hacia el oeste.
Algunos científicos han llegado a la conclusión de que el uadi es una antigua canal del Nilo Blanco.